# Poprád-Tátra vasútállomás
A Poprád-Tátra vasútállomás (szlovákul: Železničná stanica Poprád-Tátra) egy csomóponti állomás, amely Poprád városát szolgálja ki a Eperjesi kerültben, Északkelet-Szlovákiában.
Az 1871-ben megnyitott állomás a Kassa–Oderbergi Vasút része, mely a Kassa–Oderbergi vasútvonal és a Poprád-Tátra–Palocsa mellékvonal közötti csomópont. Poprád-Tátra egyben a Tátrai villamosvasút déli végállomása is, és mint ilyen, a népszerű turisztikai célpontnak számító Magas-Tátra kapuja.
Az állomás jelenleg a Železnice Slovenskej republiky (ŽSR) tulajdonában van; a vonatközlekedést a Železničná spoločnosť Slovensko (ZSSK) végzi.

## Története
Az állomást 1871. december 8-án nyitották meg a Kassa–Oderbergi Vasút vasút Zsolna és Poprád közötti szakaszának többi részével együtt. Később, a Igló felé vezető szakasz átmenő állomássá vált. A Poprad-Tatry-Plaveč vasútvonal első szakaszának 1889-es üzembe helyezésével az állomás csomóponttá alakult át.
A vasúti összeköttetést a Magas-Tátrával Ótátrafüreden keresztül (a Tátrai villamosvasút részeként) 1908. december 20-án nyitották meg.
1942. március 25-én a poprádi állomásról indult az első szlovákiai zsidó deportálás az auschwitzi koncentrációs táborba. Az aznap induló vonat mintegy 1000 zsidó lányt és fiatal nőt szállított. A szlovákiai zsidók későbbi transzportjainak többsége szintén Poprádról indult. 1942 végéig, amikor a transzportokat leállították, több mint 58 000 zsidót deportáltak Szlovákiából Lengyelországba.
Az 1980-as években történt felújítást követően az állomás elérte jelenlegi formáját, amely egy kétszintes váltóállomás. Az 1980-as évekbeli felújított állomás korszerűsítésére és bővítésére 2006-2007-ben került sor.

## Az állomás
A háromszintes állomásépületben információs és jegypénztár található.
A Tátrai villamosvasút végállomása az állomás felső részén található.

## Kapcsolódó állomások
A vasútállomáshoz az alábbi állomások vannak a legközelebb:
- Nagyszalók vasútállomás (Csorbató vasútállomás, Poprad-Tatry – Štrbské Pleso railway line)
- Svit railway station (Zsolna vasútállomás, Zsolna–Kassa-vasútvonal)
- Gánovce railway station (Kassa vasútállomás, Zsolna–Kassa-vasútvonal)

## Kapcsolódó vasútvonalak
Csorba vasútállomás a következő szlovákiai vasútvonalak csomópontja:
- 180 Zsolna–Kassa-vasútvonal (a Kassa–Oderbergi Vasút része).
- 183 Poprád-Felka – Ótátrafüred – Csorbató (Tátrai villamosvasút)
- 185 Poprád-Tátra – Palocsa

A 180-as vonal része Szlovákia kelet-nyugati fő vasúti folyosójának, ami a Velencétől Pozsonyon, Zsolnán, Kassán és Ungváron keresztül Kijevig vezet.